# Privacidad digital
La privacidad digital es un término a menudo usado en contextos que promueven la defensa de los derechos de privacidad del individuo y del consumidor en los diferentes medios electrónicos, y generalmente se usa en oposición a las prácticas comerciales de muchos comerciantes electrónicos, negocios y empresas para recopilar y usar dicha información y datos. La privacidad digital se divide en tres subcategorías: privacidad de la información, privacidad de la comunicación y privacidad individual.
La privacidad digital se ha convertido cada vez más en un tema de interés a medida que la información y los datos compartidos en las redes sociales se han ido convirtiendo cada vez más en productos básicos; los usuarios de las redes sociales son considerados ahora como "trabajos digitales" no remunerados, ya que son "gratuitos" a costa de la pérdida de privacidad. Por ejemplo, entre 2005 y 2011, el cambio en los niveles de exposición de los diferentes elementos del perfil en Facebook mostró que, a lo largo de los años, la gente quiere mantener su información de manera más privada. Sin embargo, observando el lapso de los últimos siete años, Facebook obtuvo un beneficio de 100.000 millones de dólares a través de la recopilación y el intercambio de los datos de sus usuarios a terceras personas.
Cuanto más información comparte un usuario en las redes sociales, más privacidad se pierde. Toda la información y los datos que uno comparte están conectados a grupos de información similar. A medida que el usuario continúa compartiendo su información privada, esta se empareja con su respectivo grupo, así, sus opiniones y expresiones ya no están solo en posesión de ellos mismos o de su círculo social. Esto puede verse como una consecuencia vinculada al capital social: a medida que las personas crean nuevos y diversos vínculos en las redes sociales, los datos se vinculan. Esta disminución de la privacidad continúa hasta que aparece la agrupación (cuando los lazos se hacen más fuertes y la red más homogénea).
Nada es privado
Los medios de comunicación pueden llegar a causarnos una que otra duda al respecto de la seguridad y confianza de las personas. Es común que ver anuncios publicitarios es más que normal para la mayoría de la población ya que creció con las nuevas tecnologías y no es motivo de sospecha. Desde el principio del internet, la atracción fue instantánea que ahora somos esclavos con la conectividad, sin darnos cuenta, el dar un click en cualquier página queda registrado como algo que es de tu interés, como un contrato, nunca leemos las letras pequeñas y creémeos que es más fácil saltar los anuncios para mayor rapidez que sedemos control sobre nuestras cuentas, la realidad es que somos conejillos de indias a través de los me gusta, las fotos, los contactos, las vistas, etc.  Ahora, todo esto es con un fin, tener al mundo en la palma de la mano de las personas que controlan las páginas que nosotros visitamos en los móviles. Todo está conectado dentro del sistema.
Algunas leyes permiten presentar una demanda contra la violación de la privacidad digital. En 2007, por ejemplo, se presentó una demanda colectiva en nombre de todos los usuarios de Facebook que llevó a Facebook a cerrar su sistema de publicidad "Beacon". En un caso similar en 2010, los usuarios demandaron a Facebook una vez más por compartir información personal de los mismos con los anunciantes a través de su aplicación de aplicaciones de juegos. Las leyes se basan en el consentimiento de los consumidores y asumen que los consumidores ya están facultados para conocer sus propios intereses. Por lo tanto, durante los últimos años, la gente se ha centrado en la autogestión de la privacidad digital a través de una toma de decisiones racional y educada.

## Tipos de privacidad

### Privacidad de la información
En el contexto de la privacidad digital, la privacidad de la información es la idea de que las personas deben tener la libertad de determinar cómo se recopila y utiliza su información digital. Esto es particularmente pertinente en el caso de la información de identificación personal.
El concepto de privacidad de la información ha evolucionado paralelamente a la evolución del campo de la Tecnología de la información (TI). El auge de las redes y de la informática llevó a un cambio dramático en las formas de intercambio de información. La base de este concepto se planteó a finales de los años 40, y la tercera era de desarrollo de la privacidad comenzó la década de los 90.
La Unión Europea tiene varias leyes de privacidad que dictan la forma en que las empresas pueden recopilar y utilizar la información. Algunas de esas leyes están redactadas para dar a la agencia las preferencias de los individuos/consumidores en cuanto a la forma en que se utilizan sus datos. En otros lugares, como en Estados Unidos, algunos sostienen que la legislación sobre privacidad está menos desarrollada en este menester. Por ejemplo, algunas leyes, o la falta de ellas, permiten a las empresas regular por sí mismas sus prácticas de recopilación y difusión de información del consumidor.
Muchos países ahora exigen que las empresas compartan con los usuarios los avisos de privacidad de sus sitios web. Sin embargo, las investigaciones han encontrado que las leyes de privacidad en los Estados Unidos. no abordan directamente las preocupaciones de los usuarios sobre los datos. Por lo tanto, las empresas pueden aprovecharse de los usuarios de esta manera ignorando una implementación real del manejo adecuado de datos.

### Privacidad de comunicación
En el contexto de la privacidad digital, la privacidad de las comunicaciones es la noción de que las personas deben tener la libertad, o el derecho, de comunicar información digitalmente con la expectativa de que sus comunicaciones sean seguras. Lo que significa que los mensajes y las comunicaciones solo serán accesibles para el destinatario original.
Sin embargo, las comunicaciones se pueden interceptar o entregar a otros destinatarios sin el conocimiento del remitente de muchas formas. Las comunicaciones se pueden interceptar directamente a través de varios métodos de piratería, como el ataque de intermediario (MITM). Las comunicaciones también se pueden entregar a destinatarios sin que el remitente lo sepa debido a suposiciones falsas sobre la plataforma o medio que se utilizó para enviar información. Por ejemplo, el hecho de no leer la política de privacidad de una empresa con respecto a las comunicaciones en su plataforma podría llevar a suponer que su comunicación está protegida cuando en realidad no lo está. Además, se sabe con frecuencia que las empresas carecen de transparencia en la forma en que utilizan la información, lo que puede ser tanto intencionado como no intencionado. La discusión sobre la privacidad de las comunicaciones requiere necesariamente la consideración de métodos tecnológicos para proteger la información / comunicación en medios digitales, la efectividad o ineficacia de tales métodos / sistemas, y el desarrollo / avance de tecnologías nuevas y actuales.

### Privacidad individual
En el contexto de la privacidad digital, la privacidad individual es la noción de que las personas tienen derecho a existir libremente en Internet, en el sentido de que pueden elegir a qué tipo de información están expuestas y, lo que es más importante, que la información no deseada no debe llegar a ellas. Un ejemplo de una violación digital de la privacidad individual sería un usuario de Internet que recibe anuncios y correos electrónicos / spam no deseados, o un virus informático que obliga al usuario a realizar acciones, que de otro modo no harían. En tales casos, el individuo no existe digitalmente sin la interrupción de información no deseada; por tanto, se ha violado su privacidad individual.

## Privacidad individual
Algunos usuarios de Internet trabajan de forma proactiva para garantizar que no se pueda recopilar información; esta es la práctica de intentar permanecer en el anonimato. Hay muchas formas en las que un usuario puede permanecer en el anonimato en Internet, incluido el encaminamiento cebolla, los servicios VPN anónimos, el anonimato probabilístico y el anonimato determinista.

### Anonimato de la información
Para que un usuario mantenga su información anónima cuando accede a la web, se puede utilizar el encaminamiento cebolla (onion routing) para garantizar la protección de su información de identificación personal.
El encaminamiento cebolla fue originalmente desarrollado por el Laboratorio de Investigación Naval de EE. UU y estaba destinado a anonimizar el tráfico en la web.  El sistema crea una ruta a cualquier servidor TCP/IP mediante routers cebolla. Una vez que se ha establecida, la información enviada a través de ella se entrega de forma anónima. Cuando el usuario termina de utilizar la ruta, se elimina y los recursos libres se utilizan para crear rutas nuevas. El Onion Routing Project se convirtió en lo que hoy se conoce como Tor, un software totalmente gratuito y de código abierto. A diferencia de su predecesor, Tor es capaz de proteger tanto el anonimato de las personas como de los proveedores web. Esto permite a las personas configurar servidores web anónimos que, de hecho, proporcionan un servicio de publicación resistente a censuras.

### Anonimato en las comunicaciones
Aunque el sistema mencionado anteriormente también protege el contenido de las comunicaciones entre dos personas, hay protocolos específicos creados para garantizar que la comunicación permanezca entre los destinatarios previstos.
Uno de estos sistemas, PGP (Pretty Good Privacy), ha existido en diferentes maneras desde 1991. PGP utiliza cifrado y descifrado para proteger los mensajes de correo electrónico. Originalmente existía como un programa de solo línea de comandos, pero ha sido evolucionado en los últimos años para tener su propia interfaz completa. A día de hoy una multitud de proveedores de correo electrónico ofrecen soporte PGP integrado. Los usuarios también pueden instalar software compatible con PGP y configurarlo manualmente para cifrar correos electrónicos en casi cualquier plataforma.
SSL (Secure Sockets Layer) y TLS (Transport Layer Security) son protocolos para asegurar pagos en línea. Si bien estos sistemas no son inmunes a infracciones o fallos, muchos usuarios se benefician enormemente de su uso, ya que todos los navegadores más importantes tienen integrado soporte para ellos.

### Servicios adicionales
Existen métodos adicionales que proporcionan anonimato y, por extensión, protegen los datos de los usuarios.
Dado que las direcciones IP normalmente se pueden rastrear hasta una ubicación física específica, y, por extensión, pueden identificar a una persona, cambiar la dirección IP puede ayudar a los usuarios a permanecer anónimos proporcionando acceso a una multitud de servidores, en varias ubicaciones geográficas, alrededor del mundo. Esto permite que los usuarios aparezcan como si estuvieran ubicados físicamente en un área seleccionada, aun cuando no lo están. Este es un ejemplo de un método/servicio que funciona para permitir el anonimato de la información y la comunicación. Los cambiadores de direcciones IP son uno de esos servicios, que un usuario de Internet normalmente paga para usar.
La Red Privada Virtual (VPN) es una tecnología que mediante protocolos de túnel permite a los usuarios una conexión segura a una red pública no segura, todo esto a través del manejo y encapsulado en el tráfico en diferentes niveles para garantizar la seguridad de las comunicaciones. VPN es también eficaz para la protección y privacidad de los datos en la nube así como de centros de procesamiento de datos ya que es capaz de proteger las direcciones IP de la exposición a diferentes tipos de ataques. Esta tecnología se clasifica en SSL VPN e IPSec VPN, que son métodos de comunicación de datos desde un dispositivo de usuario a una puerta de enlace VPN mediante un túnel seguro. También está el caso del mecanismo VHSP, que protege la exposición de una dirección IP asignando una IP temporal a la puerta de enlace VPN y sus servicios. 
La traducción de direcciones de red (NAT) deja a los usuarios ocultar las conexiones que va a través mediante una puerta de enlace a través del uso de una dirección IP oculta sensible pudiendo esta ser enrutada a la puerta de enlace emisora.

### El principio del daño
Siguiendo el principio del daño de John Stuart Mill, cada individuo tiene el derecho a actuar de acuerdo a su propia voluntad en tanto que tales acciones no perjudiquen o dañen a otros. En un espacio propio y privado, una persona es libre de hacer lo que desee.
La llegada del periodismo fotográfico, dio lugar a la invasión de la vida privada de los famosos, y a la noción de derecho a la intimidad qué Samuel D. Warren y Louis Brandeis calificaron en 1890 como "el derecho a quedarse solo". Los "incidentes de privacidad" actuales no son exclusivos de famosos y políticos, ya que la mayoría de las personas están conectadas y comparten datos: las personas no están en línea para estar o quedarse solas.

## El valor económico de datos
Según Alessandro Acquisti, Curtins Taylor y Liad Wagman en The Economics of Privacy (2015), se puede considerar que los datos individuales tienen dos tipos de valor: un valor comercial y un valor privado. El hecho de que se recopilen datos puede tener efectos tanto positivos como negativos, y puede causar una violación de la privacidad y un costo monetario. Según Acquisti, Taylor y Wagman, existen cada vez más preocupaciones sobre el progreso de la recopilación de datos a medida que el Análisis de datos se vuelve cada vez más eficiente. 
Regulaciones como la Directiva de Protección de datos de la UE, Ley de Protección de Intimidad On-line de los Niños de EE. UU., y muchos más se están poniendo en marcha, sin embargo, la industria IT siempre está evolucionando y requiere que los usuarios se preocupen y enfoquen en la autogestión de la privacidad online. Como tal, es muy importante que los legisladores continúen enfocándose en el equilibrio adecuado entre el uso de Internet y la economía de la privacidad.

## Violaciones de la privacidad y la información
Se pueden diseñar, deliberadamente, métodos  para obtener información personal de forma ilegal. Estos ataques dirigidos se conocen comúnmente como piratería, aunque ese término se refiere a la práctica general y no se refiere a métodos e implementación específicos de piratería. A continuación, se describen varios métodos de piratería en lo que respecta a la invasión de la privacidad digital. En lo que respecta a la intención, dentro de la piratería, hay dos categorías de invasión::
1. Ataques dirigidos contra alguien individualmente
2. Ataques dirigidos contra grupos.[28]

No obstante, usando el segundo método, un pirata informático podría obtener de forma efectiva la información de un individuo específico/particular focalizándose primero en un grupo más grande. Un ejemplo de esta estrategia podría ser la siguiente: si un pirata informático, llamado individuo A, desea obtener la información de una persona concreta, individuo B, primero podría elegir como objetivo una plataforma o grupo que ya tenga los datos del individuo B, como un agencia de crédito, o también podrían dirigirse a un grupo al que el individuo B ha cedido/proporcionado sus datos con anterioridad, como una red social o un servicio de datos basado en la nube. Al escoger uno de esos grupos, el individuo A podría obtener de forma efectiva la información del individuo B pirateando en primera instancia los datos del grupo, incluidos los datos de otros individuos. Una vez obtenidos, el pirata informático podría simplemente identificar la información del individuo B dentro de los datos del grupo ignorando el resto.

### Phishing
El phishing es un método comúnmente utilizado para obtener los datos privados de una persona. La forma más habitual de este ataque es el desarrollo de un sitio web por parte de un individuo (en este contexto a menudo llamado hacker) que suplante a una web real y usada habitualmente por la persona de la que quiere recabar información. Este sitio web puede parecer igual al sitio legítimo, sin embargo, su URL puede tener una pequeña variación ortográfica o un dominio diferente, como .org en lugar de .com . La persona objetivo puede llegar a la página mediante un enlace en un correo electrónico enviado por el hacker, que imite a uno proveniente del sitio web. El usuario al hacer clic en la URL, inicia sesión o proporciona otra información personal que no se envia a la página web donde el usuario pensaba que estaba, sino que es enviada pirata informático. Los ataques de phishing suelen obtener datos bancarios y financieros, así como información de redes sociales. 
Existen herramientas que pueden ayudar a los usuarios con la protección de su información frente a los ataques de phishing entre las cuales, existen extensiones del navegador web que son capaces de marcar sitios web y enlaces sospechosos.

## Desarrollo y controversia
La privacidad digital es una preocupación social de actualidad. Por ejemplo, en la última década, el uso de la frase privacidad digital se ha multiplicado por más de cinco en los libros publicados. La charla TED de Eric Berlow y Sean Gourley después de las revelaciones de vigilancia masiva de 2013 puso en duda la privacidad real del almacenamiento en la nube así como de redes sociales . A pesar de que la privacidad digital se refiere a la información privada en los medios digitales en general, en muchas ocasiones esta está referida específicamente a la información relativa a la identidad personal compartida a través de redes públicas.
A medida que se divulga el secreto de la Ley de Vigilancia de Inteligencia Extranjera de Estados Unidos, la privacidad digital es cada vez más vista como un problema en el contexto de la vigilancia masiva. Antes de la revelación por parte de Edward Snowden del programa de vigilancia PRISM por parte de la  NSA en 2013, la discusión popular sobre la privacidad digital estaba centrada principalmente en preocupaciones sobre la privacidad en las redes sociales. Incluso después de 2013, los escándalos relacionados con la privacidad en las redes sociales han seguido atrayendo la atención del público. El más notado de ellos es el escándalo de datos de Facebook-Cambridge Analytica en 2018, que provocó una disminución en la confianza pública de Facebook del 66%.
El uso de software criptográfico para evadir una investigación criminal y el hostigamiento al enviar y recibir información a través de las redes  está asociado con el criptoanarquismo, un movimiento que pretende proteger la privacidad de las personas contra la vigilancia masiva por parte de los gobiernos.